# محاصره تاکاتوئو (۱۵۴۵)
محاصره تاکاتوئو (به ژاپنی: 高遠合戦 たかとおかっせん)، تاکدا شینگن در ادامه گشت و گذار خود در دره ایما در ولایت شینانو، به دنبال کنترل کل این ولایت، او تاکاتوئو یوریتسوگو، حاکم قلعه را شکست داد.